# Megachile azteca
Megachile azteca är en biart som beskrevs av Cresson 1878. Megachile azteca ingår i släktet tapetserarbin, och familjen buksamlarbin. Inga underarter finns listade i Catalogue of Life.